# Phylacodes cauta
Phylacodes cauta är en fjärilsart som beskrevs av Edward Meyrick 1905. Phylacodes cauta ingår i släktet Phylacodes och familjen Plutellidae. Inga underarter finns listade i Catalogue of Life.